# Papouasie-Nouvelle-Guinée aux Jeux olympiques d'été de 2024
La Papouasie-Nouvelle-Guinée participe aux Jeux olympiques de 2024 à Paris. Il s'agit de sa 12e participation à des Jeux olympiques d'été.
Le taekwondoïste Gibson Mara et la nageuse Georgia-Leigh Vele (en) sont nommés porte-drapeaux de la délégation en juillet 2024.

## Nombre d’athlètes qualifiés par sport
Voici la liste des qualifiés et sélectionnés papouans-néo-guinéens par sport (remplaçants compris) :
| Sport                                 | Hommes | Femmes | Total |
| ------------------------------------- | ------ | ------ | ----- |
| Athlétisme                            | -      | 1      | 1     |
| Haltérophilie                         | 1      | -      | 1     |
| Sports aquatiques • Natation sportive | 1      | 1      | 2     |
| Taekwondo                             | 2      | -      | 2     |
| Total                                 | 4      | 2      | 6     |

## Résultats

### Athlétisme

#### Femmes
| Athlètes   | Épreuve | Premier tour (ou tour préliminaire) | Premier tour (ou tour préliminaire) | Repêchage (ou premier tour) | Repêchage (ou premier tour) | Demi-finales | Demi-finales | Finale   | Finale   |
| Athlètes   | Épreuve | Temps                               | Rang                                | Temps                       | Rang                        | Temps        | Rang         | Temps    | Rang     |
| ---------- | ------- | ----------------------------------- | ----------------------------------- | --------------------------- | --------------------------- | ------------ | ------------ | -------- | -------- |
| Leonie Beu | 100 m   | 11 s 63                             | 3e                                  | 11 s 73                     | 8e                          | Éliminée     | Éliminée     | Éliminée | Éliminée |

### Haltérophilie
| Athlète    | Compétition    | Arraché  | Arraché | Épaulé-jeté | Épaulé-jeté | Total  | Rang |
| Athlète    | Compétition    | Résultat | Rang    | Résultat    | Rang        | Total  | Rang |
| ---------- | -------------- | -------- | ------- | ----------- | ----------- | ------ | ---- |
| Morea Baru | Moins de 61 kg | 118 kg   | 7e      | 161 kg      | 5e          | 279 kg | 5e   |

### Natation
| Athlète     | Épreuve          | Séries  | Séries | Demi-finales | Demi-finales | Finale  | Finale  |
| Athlète     | Épreuve          | Temps   | Rang   | Temps        | Rang         | Temps   | Rang    |
| ----------- | ---------------- | ------- | ------ | ------------ | ------------ | ------- | ------- |
| Josh Tarere | 100 m nage libre | 53 s 85 | 72e    | Éliminé      | Éliminé      | Éliminé | Éliminé |

| Athlète            | Épreuve         | Séries  | Séries | Demi-finales | Demi-finales | Finale   | Finale   |
| Athlète            | Épreuve         | Temps   | Rang   | Temps        | Rang         | Temps    | Rang     |
| ------------------ | --------------- | ------- | ------ | ------------ | ------------ | -------- | -------- |
| Georgia-Leigh Vele | 50 m nage libre | 27 s 61 | 44e    | Éliminée     | Éliminée     | Éliminée | Éliminée |

### Taekwondo
| Athlète       | Compétition    | Éliminatoires                         | Huitième de finale        | Quart de finale     | Demi-finale         | Repêchage           | Finale / CB         | Rang    |
| Athlète       | Compétition    | Adversaire Résultat                   | Adversaire Résultat       | Adversaire Résultat | Adversaire Résultat | Adversaire Résultat | Adversaire Résultat | Rang    |
| ------------- | -------------- | ------------------------------------- | ------------------------- | ------------------- | ------------------- | ------------------- | ------------------- | ------- |
| Kevin Kassman | Moins de 68 kg | Exempté                               | Sinden Défaite 0-12, 3-15 | Éliminé             | Éliminé             | Éliminé             | Éliminé             | Éliminé |
| Gibson Mara   | Plus de 80 kg  | Mehdipournejad Défaite 4-3, 0-6, 2-15 | Éliminé                   | Éliminé             | Éliminé             | Éliminé             | Éliminé             | Éliminé |